# Gunung Karang (berg i Indonesien, Banten)
Gunung Karang är ett berg i Indonesien.   Det ligger i provinsen Banten, i den västra delen av landet, 90 km väster om huvudstaden Jakarta. Toppen på Gunung Karang är 1 772 meter över havet.
Terrängen runt Gunung Karang är huvudsakligen lite bergig. Gunung Karang är den högsta punkten i trakten. Runt Gunung Karang är det mycket tätbefolkat, med 1 573 invånare per kvadratkilometer. Närmaste större samhälle är Pandeglang, 7,7 km sydost om Gunung Karang. I omgivningarna runt Gunung Karang växer i huvudsak städsegrön lövskog.